# Guihaia grossifibrosa
Guihaia grossifibrosa es una especie perteneciente a la familia Arecaceae (palmas), es originaria del sur de China y norte de Vietnam.

## Descripción
Es una palma multicaule, es decir, con varios tallos, de aspecto arbustivo, tallos de hasta un metro de altura aproximadamente.

## Taxonomía
Guihaia grossifibrosa fue descrito por (Gagnep.) S.K.Lee, F.N.Wei & J.Dransf. y publicado en Principes 29: 12. 1985.
Etimología
Guihaia: nombre genérico nombrado por la zona conocida como Gui Hai en la antigua literatura china  y que incluye las zonas de piedra caliza cárstica de Guangxi.
grossifibrosa: epíteto latino que significa "con fibra gruesa".
Sinonimia
- Rhapis grossifibrosa Gagnep., Notul. Syst. (Paris) 6: 159 (1937).
- Rhapis filiformis Burret, Notizbl. Bot. Gart. Berlin-Dahlem 13: 586 (1937).[3]